# Sphyrélaton

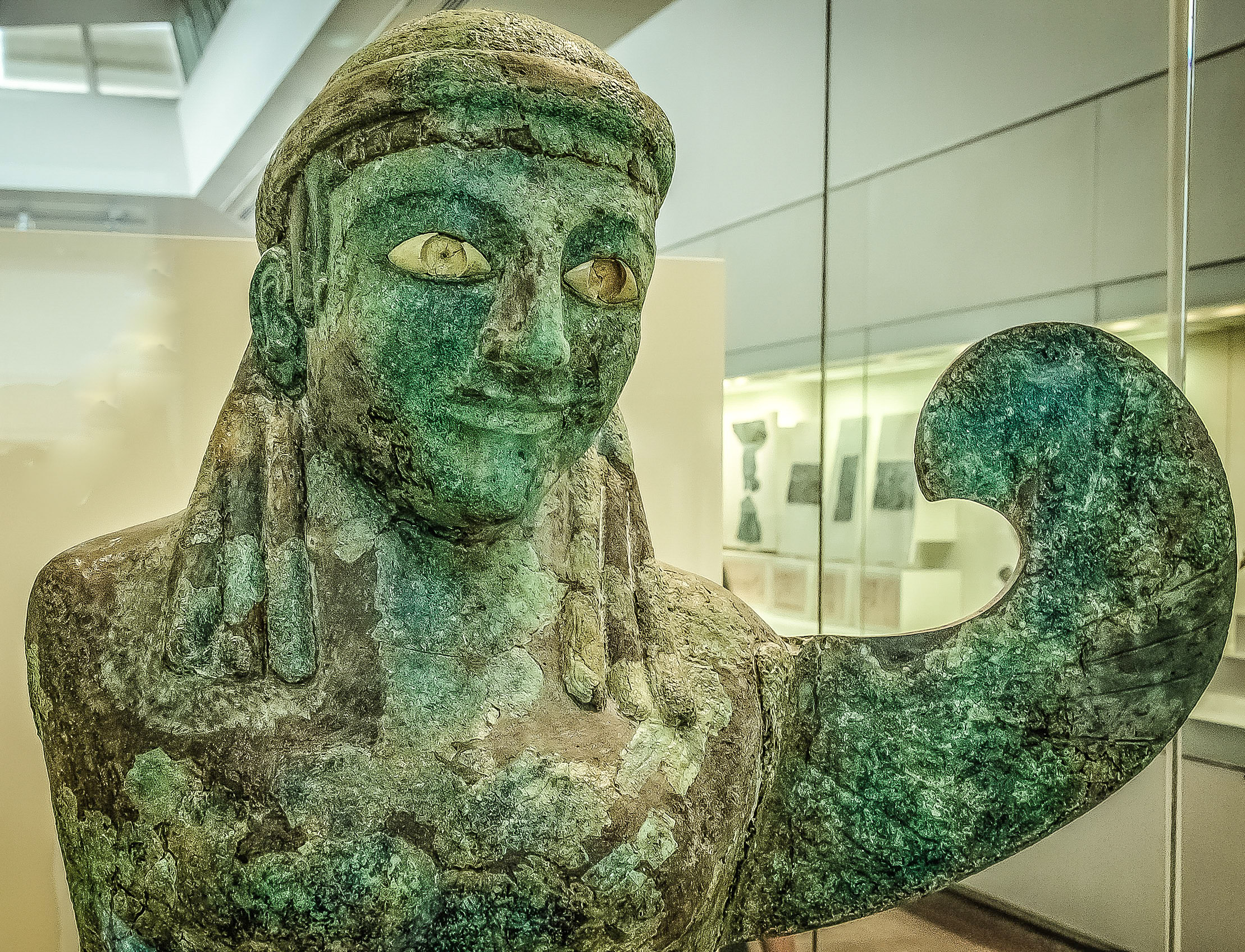
Buste ailé de divinité en bronze martelé (50 cm de haut), conçu sans âme de bois, environ 590-580 av. J.-C. Musée archéologique d’Olympie.

Le terme sphyrélaton (en grec ancien : σφυρήλατον, « travaillé au marteau ») se dit en particulier de statues, notamment dans la sculpture grecque antique, pour qualifier une technique orientale antique. C’est une des techniques les plus primitives de la sculpture archaïque. Elle est représentée à partir de 660 av. J.-C. On modélise des lamelles de bronze martelées, qui sont rivetées ensuite sur une âme de bois pour modeler le corps. Les Grecs l’employaient à l’époque archaïque pour fabriquer leurs grandes statues de bronze. Ils inventèrent plus tard la technique de la cire perdue, qui leur permettait de créer des statues creuses.

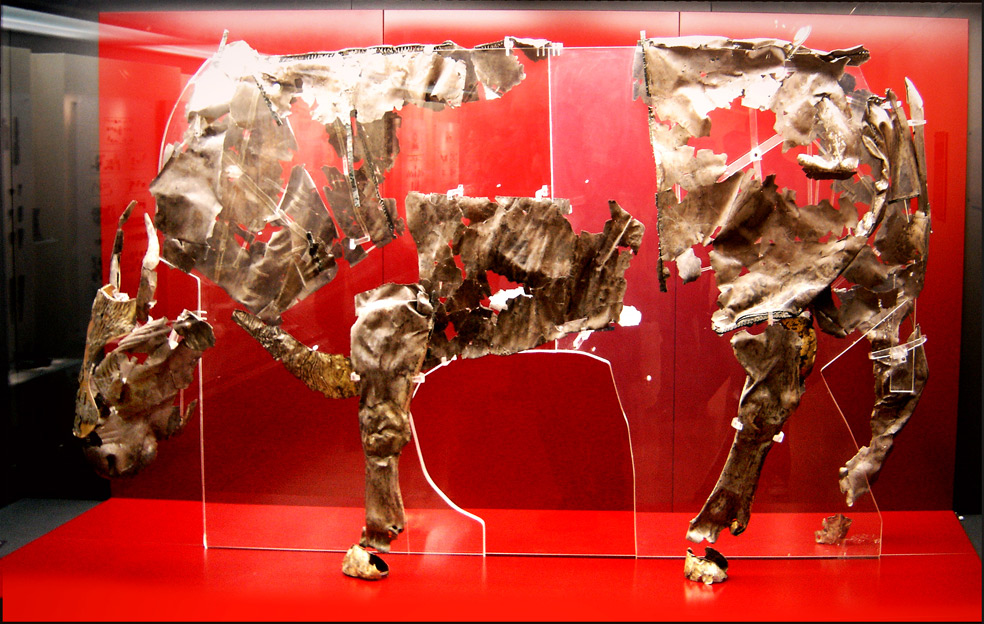
Taureau en argent repoussé, provenant de l'« Aire ». Musée archéologique de Delphes.

La petite cité de Dréros en Crète a fourni les plus anciennes statues de culte faites dans cette technique, celles de la triade apollinienne encore en place dans son temple. Le Musée archéologique d'Olympie présente un rare exemple de figure ailée, création ionienne, fabriquée selon la technique du bronze martelé, dite du sphyrélaton. À Delphes, dans les fosses de l’Aire, a été découvert par Pierre Amandry un taureau en argent : plus de soixante plaques d’argent, clouées sur des bandes de cuivre argenté, étaient séparées de la structure en bois par une mince couche d'argile ou de cire.